# Strongylophthalmyia angusticollis
Strongylophthalmyia angusticollis är en tvåvingeart som beskrevs av Frey 1956. Strongylophthalmyia angusticollis ingår i släktet Strongylophthalmyia och familjen långbensflugor.
Artens utbredningsområde är Myanmar. Inga underarter finns listade i Catalogue of Life.